# 藤江太郎
藤江 太郎（ふじえ たろう、1961年〈昭和36年〉10月25日 - ）は、日本の実業家。第14代味の素株式会社代表取締役社長。

## 人物
大阪府生まれ。大阪府立高槻北高等学校を経て、1985年京都大学農学部卒業、味の素入社。人事部、神戸営業所、労働組合専従、2004年から中国事業を担当し、2008年中国食品部長、2011年フィリピン味の素社長、2013年執行役員に昇格、2015年からラテンアメリカ本部長兼ブラジル味の素社長、2017年から常務執行役員・働き方改革担当、2021年から専務執行役食品事業本部長、2022年から取締役代表執行役社長を務め、2025年2月から取締役執行役会長、6月から執行役会長。
2022年6月から公益社団法人日本輸入食品安全推進協会会長、2025年5月から一般社団法人日本冷凍食品協会会長、2025年6月から食品産業中央協議会会長、公益財団法人味の素食の文化センター理事長。

## メディア出演
- テレ東BIZ　知られざるガリバー ～エクセレントカンパニーファイル　味の素～(2022年8月13日)　味の素株式会社｜知られざるガリバー～エクセレントカンパニーファイル～|テレ東BIZ
- 日経CNBC　トップに聞く（2023年3月17日・2024年3月6日）日経CNBC online | マーケット・経済専門チャンネル
- BSテレ東　日経ニュースプラス９(2024年1月18日)、テレ東BIZ　社長質問があります（2024年10月15日 – 2025年2月25日）「20年連続売り上げ日本一！味の素ギョーザ驚きの進化」食品業界のトップランナー・藤江太郎社長【味の素編 01・社長、質問があります！】｜社長、質問があります！|テレ東BIZ